# Otopharynx tetrastigma
Espèce
Statut de conservation UICN

 LC  : Préoccupation mineure
Répartition géographique
Otopharynx tetrastigma est une espèce de poisson d'eau douce de la famille des cichlidae. Elle est endémique aux lacs Malawi, Malombe et à la rivière Shire en Afrique.

## Dimorphisme
Adulte cette espèce de cichlidae est très simplement différentiable. En effet le mâle est clairement plus grand et surtout de coloration plus vive ; la femelle reste plus terne blanc/brun/argentée avec trois taches noires latérales caractéristiques. Le mâle possède également la terminaison des nageoires impaires plus effilées, plusieurs ocelles anale.

## Reproduction
Cette espèce est incubatrice buccale maternelle, les femelles gardent les œufs, larves et tout jeunes alevins environ 3 semaines, protégés dans leur gueule (sans manger ou en filtrant très légèrement les micro-détritus). Les mâles peuvent se montrer très insistants dès les premières maturités sexuelles des femelles, il est préférable de maintenir cette espèce en groupes de plusieurs individus (au moins en « trio » : 1 mâle pour 2 femelles), de manière à diviser l'agressivité d'un mâle dominant sur plusieurs individus. À la sortie de la bouche de la femelle tous les jeunes sont de coloration gris/brun et c'est que vers 7/8 centimètres que les premiers mâles se déclarent, commencent à changer de couleur et adopter un comportement plus territorial.

## Croisement, hybridation, sélection
Il est impératif de maintenir cette espèce et le genre Otopharynx seul ou en compagnie d'autres espèces, d'autres genres, mais de provenance similaire (lac Malawi), afin d'éviter toute facilité de croisement. Le commerce aquariophile a également vu apparaître un grand nombre de spécimens provenant d'Asie et d'Europe de l'est notamment et aux couleurs des plus farfelues ou albinos. En raison de la sélection, hybridation et autres procédés chimiques et barbares de laboratoires.

## Bibliothèque
- Guide to Malawi Cichlids, par Ad Konings; Aqualog Verlag GmbH (janvier 1997);  (ISBN 3-9805605-3-8);  (ISBN 978-3-9805605-3-5)
- Konings' Book of Cichlids and All the Other Fishes of Lake Malawi, par Konings; Publications (juillet 1991);  (ISBN 0-86622-527-7);  (ISBN 978-0-86622-527-4)

### Cartes
- Principale localité de pêche du lac Malawi: http://www.malawicichlides.fr/carte.php?mode=malawi